# Mest kinematografitjeskogo operatora
Mest kinematografitjeskogo operatora (russisk: Месть кинематографического оператора, da.: Filmfotografens hævn) er en russisk animationsfilm fra 1912 skrevet og instrueret af Vladislav Starevitj. Filmen er - som andre af Starevitjs film - historisk bemærkelsesværdig ved sin brug af tørrede insekter (biller, græshopper, guldsmede osv.) som stop-motion-dukker, der portrætterer alle filmens karakterer.
Filmens tema er en humoristisk historie om en mand, der er sin hustru utro med en varietédanserinde, men som af en forsmået rival filmes af en kameramand under de intime scener, hvorefter filmen vises offentligt i en biograf. Samme tema kan genfindes i den danske stumfilm fra samme år Brudegaven.
Filmen havde premiere i Rusland den 27. oktober 1912 og blev vist i flere lande.

## Handling
Hr. Bille er træt af sit ægteskab går på varieté, hvor han for næsen af en græshoppe får en guldsmedsdansers opmærksomhed. Den forsmåede græshoppe er en kameramand, og græshoppen følger parret til et hotel, "Hotel L'Amour", hvor han filmer deres amorøse møde. Da hr. Bille vender hjem, finder han fru Bille i armene på en ung kunstner, endnu en bille.
Efter at have smidt den ubudne gæst ud, tilgiver hr. Bille storsindet sin kone. Sammen går de i biografen, og til deres overraskelse viser filmen hr. Billes utroskab, da græshoppen er filmopertøren. Hr. Bille er ikke glad og angriber græshoppen. Bille-parrets aften slutter, da parret bliver smidt i en fængselscelle.